# Облік електроенергії
Облік електроенергії, передбачає визначення кількості спожитої або відпущеної електроенергії за допомогою особливих пристроїв — лічильників електричної енергії, здебільшого для розрахунків за неї.
Облік електроенергії також застосовується для стеження за виробництвом електроенергії відповідно до заяви про нейтральність викидів вуглецю в межах програми «Climate Active».
У моделях споживання електроенергії з мережі, метод на основі місця розташування, використовує середні регіональні коефіцієнти викидів, для врахування впливу на довкілля. Ринковий метод ґрунтується на договірних угодах, що підтверджують виняткові права на електроенергію від певних джерел енергії. Непослідовне застосування цих методів заради оцінки життєвого циклу (LCA/ОЖЦ - метод, який використовується для кількісної оцінки впливу продукції та послуг на навколишнє середовище протягом її життєвого циклу (ISO 14040 (2006)) та обліку ОГ можуть призводити до подвійного враховування. Зокрема, подвійний облік електроенергії, пов'язаної з досить низькою дією на навколишнє середовище, наприклад, відновлюваних джерел енергії, може призвести до недооцінки загального впливу.
Сучасні електронні лічильники електроенергії з віддаленим зчитуванням, також відомі як інтелектуальні лічильники або розумні лічильники, можуть зчитуватися дистанційно кінцевим споживачем, енергопостачальною компанією або системами автоматизації будівлі чи розумного дому через інтерфейси даних. Разом з тим, вони пропонують багато інших послуг, наприклад, за допомогою електронних лічильників можна змінювати тарифи без втручання в роботу лічильника. Цифрові лічильники можуть використовувати вимірювання в чотирьох квадрантах, щоби розрізняти активну та реактивну енергію й реєструвати їх окремо, отож активну енергію також, можна диференціювати за знаком у споживанні та виробленні, тож рахувати окремо.

## Види обліку в Україні
Облік електроенергії на підприємствах, може бути розрахунковим або технічним.
Розрахунковим обліком електроенергії називається облік виробленої, а також відпущеної споживачам електроенергії для грошового розрахунку за неї.
Лічильники, які встановлюють для розрахункового обліку, називаються розрахунковими лічильниками.
Технічним (контрольним) обліком електроенергії називається облік для стеження за витратою електроенергії всередині електростанцій, підстанцій, підприємств, у будівлях, квартирах тощо.
Лічильники, які встановлюють для технічного обліку, називаються лічильниками технічного обліку.

### Загальні вимоги
Облік активної електроенергії має забезпечувати визначення кількості енергії:
- виробленої генераторами електростанцій;
- спожитої на власні та господарські (окремо) потреби електростанцій та підстанцій;
- відпущеної споживачам по лініях, які відходять від шин електростанції безпосередньо до споживачів;
- переданої в інші енергосистеми або отриманої від них;
- відпущеної споживачам з електричної мережі.

Крім того, облік активної електроенергії має забезпечувати можливість:
- визначення надходження електроенергії до електричних мереж різних класів напруги енергосистеми;
- складання балансів електроенергії для госпрозрахункових підрозділів енергосистеми;
- контролю за дотриманням споживачами заданих ним режимів споживання і балансу електроенергії.

Облік реактивної електроенергії має забезпечувати можливість визначення кількості реактивної електроенергії, отриманої споживачем від електропостачальної організації або переданої їй, тільки в тому разі, якщо за цими даними проводяться розрахунки або контроль дотримання заданого режиму роботи компенсувальних пристроїв.

### Встановлення лічильників
Лічильники для розрахунку електропостачальної організації зі споживачами електроенергії рекомендовано встановлювати на межі поділу мережі (за балансовою приналежністю) електропостачальної організації та споживача.

#### Лічильники електростанцій
Розрахункові лічильники активної електроенергії на електростанції треба встановлювати:
- для кожного генератора з таким розрахунком, щоб враховувалася вся вироблена генератором електроенергія;
- для всіх приєднань шин генераторної напруги, за якими можлива реверсивна робота, по два лічильники зі стопорами;
- для міжсистемних ліній електропередавання два лічильники зі стопорами, які обчислюють відпущену і отриману електроенергію;
- для ліній усіх класів напруги, які відходять від шин електростанцій і належать споживачам.
- для всіх трансформаторів і ліній, які живлять шини основної напруги (понад 1 кВ) власних потреб (ВП). Лічильники встановлюють з боку вищої напруги; якщо трансформатори власних потреб електростанції живляться від шин 35 кВ і вище або відгалуженням від блоків на напрузі понад 10 кВ, допускається установлювати лічильники з боку нижчої напруги трансформаторів;
- для ліній господарських потреб (наприклад, живлення механізмів і установок ремонтновиробничих баз) і сторонніх споживачів, приєднаних до розподільчої установки власних потреб електростанцій;
- для кожного обхідного вимикача або для шиноз'єднувального (міжсекційного) вимикача, використовуваного як обхідний для приєднань, які мають розрахунковий облік, два лічильники зі стопорами.

На електростанціях, обладнаних системами централізованого збору і оброблення інформації, зазначені системи слід використовувати для централізованого розрахункового і технічного обліку електроенергії. На решті електростанцій рекомендовано застосовувати автоматизовану систему обліку електроенергії.
На електростанціях потужністю до 1 МВт розрахункові лічильники активної електроенергії мають установлюватися тільки для генераторів і трансформаторів власних потреб або тільки для трансформаторів власних потреб та відхідних ліній.

#### Лічильники підстанцій
Розрахункові лічильники активної електроенергії на підстанції енергосистеми треба встановлювати:
- для кожної відхідної лінії електропередавання, яка належить споживачам;
- для міжсистемних ліній електропередавання по два лічильники зі стопорами, які обчислюють відпущену і отриману електроенергію; за наявності відгалужень від цих ліній у інші енергосистеми по два лічильники зі стопорами, що обліковують отриману і відпущену електроенергію, на вводах у підстанції цих енергосистем;
- на трансформаторах власних потреб;
- для ліній господарських потреб або сторонніх споживачів (селище тощо), приєднаних до шин власних потреб підстанції;
- для кожного обхідного вимикача або для шиноз'єднувального (міжсекційного) вимикача, використовуваного як обхідний для приєднань, які мають розрахунковий облік, два лічильники зі стопорами.

Для ліній до 10 кВ, у всіх випадках мають бути виконані кола обліку, збірки затискачів, а також передбачені місця для встановлення лічильників.
Розрахункові лічильники активної електроенергії на підстанції, котрі належить споживачеві, мають установлюватися:
- на вводі (приймальному кінці) лінії електропередавання до підстанції споживача відповідно до 1.5.10 Правил улаштування електроустановок за відсутності електричного зв'язку з іншою підстанцією енергосистеми або іншого споживача на живильній напрузі;
- з боку вищої напруги трансформаторів підстанції споживача за наявності електричного зв'язку з іншою підстанцією енергосистеми або наявності іншого споживача на живильній напрузі.
- з боку середньої та нижчої напруги силових трансформаторів, якщо з боку вищої напруги застосування вимірювальних трансформаторів не потрібне для інших цілей;
- на трансформаторах ВП, якщо електроенергія, відпущена на власні потреби, не обчислюється іншими лічильниками; водночас лічильники рекомендується встановлювати з боку нижчої напруги;
- на межі поділу основного споживача і стороннього споживача (субабонента), якщо від лінії або трансформаторів споживачів живиться ще сторонній споживач, який перебуває на самостійному балансі.

#### Лічильник реактивної енергії
Лічильники реактивної електроенергії треба встановлювати:
- на тих самих елементах схеми, на яких установлено лічильники активної електроенергії для споживачів, які розраховуються за електроенергію з урахуванням дозволеної до використання реактивної потужності;
- на приєднаннях джерел реактивної потужності споживачів, якщо за ними проводиться розрахунок за електроенергію, видану в мережу енергосистеми, або здійснюється контроль заданого режиму роботи.

Якщо з боку підприємства за згодою енергосистеми проводиться видача реактивної електроенергії в мережу енергосистеми, то необхідно встановлювати два лічильники реактивної електроенергії зі стопорами в тих елементах схеми, де встановлено розрахунковий лічильник активної електроенергії. У всіх інших випадках має встановлюватися один лічильник реактивної електроенергії зі стопором.
Для підприємства, яке розраховується з енергопостачальною організацією за максимумом дозволеної реактивної потужності, слід передбачати встановлення лічильника з покажчиком максимуму навантаження, за наявності двох або більше пунктів обліку застосування автоматизованої системи обліку електроенергії.

### Вимоги до розрахункових лічильників
Кожний установлений розрахунковий лічильник повинен мати на гвинтах, які кріплять кожух лічильника, пломби з клеймом державного повірника, а на затискній кришці  — пломбу енергопостачальної організації.
На ново-встановлюваних трифазних лічильниках, мають бути пломби державної повірки з терміном давності не більше ніж 12 міс, а на однофазних лічильниках — з терміном давності не більше ніж 2 років.
Облік активної та реактивної електроенергії трифазного струму має проводитися за допомогою трифазних лічильників.
Допустимі класи точності розрахункових лічильників активної електроенергії для різних об'єктів обліку наведено нижче:
- генератори потужністю понад 50 МВт, міжсистемні лінії електропередавання 220 кВ і вище, трансформатори потужністю 63 МВА і більше — 0,5 (0,7[6])
- генератори потужністю 1250 МВт, міжсистемні лінії електропередавання 110–150 кВ, трансформатори потужністю 1040 МВА — 1,0
- Інші об'єкти обліку — 2,0

Клас точності лічильників реактивної електроенергії має вибиратися на один ступінь нижче відповідного класу точності лічильників активної електроенергії.

### Застосування вимірювальних трансформаторів
Клас точності трансформаторів струму і напруги для приєднання розрахункових лічильників електроенергії, повинен бути не більшим ніж 0,5. Допускається використовувати трансформатори напруги класу точності 1,0 для вмикання розрахункових лічильників класу точності 2,0.
Для приєднання лічильників технічного обліку допускається використовувати трансформатори струму класу точності 1,0, а також вбудовані трансформатори струму класу точності нижче 1,0, якщо для отримання класу точності 1,0 потрібно встановлювати додаткові комплекти трансформаторів струму.
Допускається застосовувати трансформатори струму із завищеним коефіцієнтом трансформації (за умов електродинамічної та термічної стійкості або захисту шин), якщо в разі найбільшого навантаження приєднання струм у вторинній обмотці трансформатора струму становитиме не менше ніж 40% номінальноrо струму лічильника, а в разі найменшого робочого навантаження, не
менше 5%.
Приєднувати струмові обмотки лічильників до вторинних обмоток трансформаторів струму слід, переважно, окремо від кіл захисту і спільно з електровимірювальними приладами.
Допускається здійснювати спільне приєднання струмових кіл, якщо окреме їх приєднання потребує установлення додаткових трансформаторів струму, а спільне приєднання не призводить до зниження класу точності і надійності кіл трансформаторів струму, які використовують для обліку, і забезпечує необхідні характеристики пристроїв релейного захисту.
Використовувати проміжні трансформатори струму для увімкнення розрахункових лічильників заборонено.
Навантаження вторинних обмоток вимірювальних трансформаторів, до яких приєднують лічильники, не повинно перевищувати номінальних значень.

### Технічний облік
На теплових і атомних електростанціях з агрегатами (блоками), не обладнаними інформаційними або керівними обчислювальними машинами, слід установлювати стаціонарні або застосовувати інвентарні переносні лічильники технічного обліку в системі власних потреб для можливості розрахунків техніко-економічних показників. Водночас, встановлення лічильників активної електроенергії має проводитися: в колах електродвигунів, які живляться від шин розподільчої установки основної напруги (понад 1 кВ) власних потреб, і в колах усіх трансформаторів, які живляться від цих шин.
На електростанціях з поперечними зв'язками (які мають загальний паропровід) треба передбачати з боку генераторної напруги підвищувальних трансформаторів, технічну можливість встановлення (в умовах експлуатації) лічильників технічного обліку активної електроенергії, застосовуваних для стеження за правильністю роботи розрахункових генераторних лічильників.
Лічильники активної електроенергії для технічноrо обліку варто встановлювати на підстанціях напругою 35 кВ і вище енергосистем: з боку середньої та нижчої напруги силових трансформаторів; на кожній відхідній лінії електропередавання 6 кВ і вище, яка перебуває на балансі енергосистеми.
Лічильники реактивної електроенергії для технічноrо обліку слід встановлювати з боків середньої та нижчої напрyrи силових трансформаторів підстанцій 35 кВ і вище.
Класи точності лічильників технічного обліку активної електроенергії мають відповідати значенням, наведеним нижче:
- Для ліній електропередавання з двостороннім живленням напругою 220 кВ і вище, трансформаторів потужністю 63 МВА і більше — 1,0
- Для інших об'єктів обліку — 2,0

Класи точності лічильників технічного обліку реактивної електроенергії допускається вибирати на один ступінь нижче ніж відповідні класи точності лічильників технічноrо обліку активної електроенергії.

## Європейський Союз
З 30 жовтня 2006 року Європейська директива щодо вимірювальних приладів (MID — Директива Європейського союзу 2014/32/EU про вимірювальні прилади (англ. Measuring Instruments directive) спрямована на забезпечення надійності та єдності вимірів у ЄС, а також зниження торгових бар'єрів усередині ЄС) регулює продаж різноманітних нових вимірювальних приладів, призначених для кінцевих користувачів у Європі, зокрема ефективного лічильника електроенергії. Вона не регулює зобов’язання щодо повірки, та вимоги після розміщення продукту на ринку чи введення його в експлуатацію. Це залишається предметом національного законодавства кожної країни. Однак держави-члени, повинні виправдовуватися перед Комісією та іншими державами-членами, якщо вони не підтримують це. Вимірювальні прилади, сумісні з MID, більше не потрібно повіряти перед першим введенням в роботу. 
Положення MID, замінили багато національних вимог до лічильників які підлягають повіркам. Для задавнених дозволів на використання приладів обліку (наприклад, PTB), існував перехідний період до 30 жовтня 2016 року. 

## Способи моніторингу та білінгу
Комерційне використання
У великих комерційних і промислових приміщеннях, можуть використовуватися електронні лічильники, які зчитують споживання електроенергії проміжками в часі по півгодини або менше. Це пояснюється тим, що в більшості електромереж спостерігаються стрибки попиту протягом дня, і енергетична компанія, можливо, захоче надати цінові заохочення для великих споживачів, щоби зменшити попит у цей час. Такі сплески попиту, часто відповідають часу приймання їжі або, як відомо, рекламі, яка перериває популярні телевізійні програми.
Домашній енергетичний моніторинг

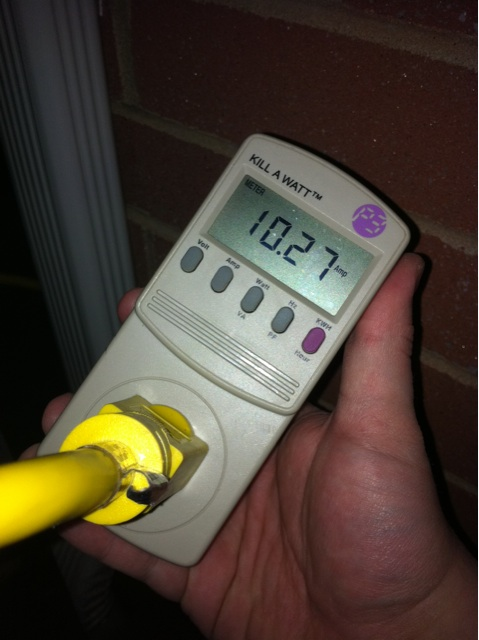
Сам прилад вмикається в розетку, а вже в нього - приймач електроенергії, зазвичай до 2 кВт

Далекосяжно дієвим засобом зменшення споживання енергії домогосподарствами, є надання користувачам зручного  
зворотного зв’язку в умовах дійсного часу, щоб вони могли змінювати свою поведінку щодо використання електроенергії. Нещодавно (2018) з’явилися недорогі дисплеї зворотного зв’язку з постачальною компанією, які можуть вимірювати споживану електроенергію (Вт-години), миттєву потужність (ват) і, водночас, можуть вимірювати напругу електричної мережі, струм, час роботи, повну потужність, пікову потужність і струм, а також годинник, встановлений вручну. На дисплеї може показуватися графічне споживання електроенергії протягом тижня.
Дослідження, проведене в Канаді Hydro One у 500 будинках Онтаріо з використанням лічильників, що зчитуються споживачами, виявило зниження загального споживання електроенергії в середньому на 6,5% порівняно з відповідною групою населення такого ж розміру. Згодом Hydro One запропонувала безкоштовні монітори живлення 30 000-ам споживачам, завдяки успіху пілотного проекту.